# Otiothops
Otiothops är ett släkte av spindlar. Otiothops ingår i familjen Palpimanidae.

## Dottertaxa tillOtiothops, i alfabetisk ordning[1]
- Otiothops amazonicus
- Otiothops atlanticus
- Otiothops baculus
- Otiothops birabeni
- Otiothops brevis
- Otiothops calcaratus
- Otiothops clavus
- Otiothops contus
- Otiothops curua
- Otiothops dubius
- Otiothops facis
- Otiothops franzi
- Otiothops fulvus
- Otiothops germaini
- Otiothops giralunas
- Otiothops goloboffi
- Otiothops gounellei
- Otiothops helena
- Otiothops hoeferi
- Otiothops inflatus
- Otiothops intortus
- Otiothops kochalkai
- Otiothops lajeado
- Otiothops loris
- Otiothops luteus
- Otiothops macleayi
- Otiothops namratae
- Otiothops oblongus
- Otiothops payak
- Otiothops pentucus
- Otiothops pilleus
- Otiothops platnicki
- Otiothops puraquequara
- Otiothops recurvus
- Otiothops setosus
- Otiothops typicus
- Otiothops walckenaeri
- Otiothops whitticki